# Fidel Chaves
Fidel Chaves de la Torre (ur. 27 października 1989 w Minas de Riotinto) – hiszpański piłkarz występujący na pozycji pomocnika w Elche CF.